# Piotr Tomaszewski (biochemik)

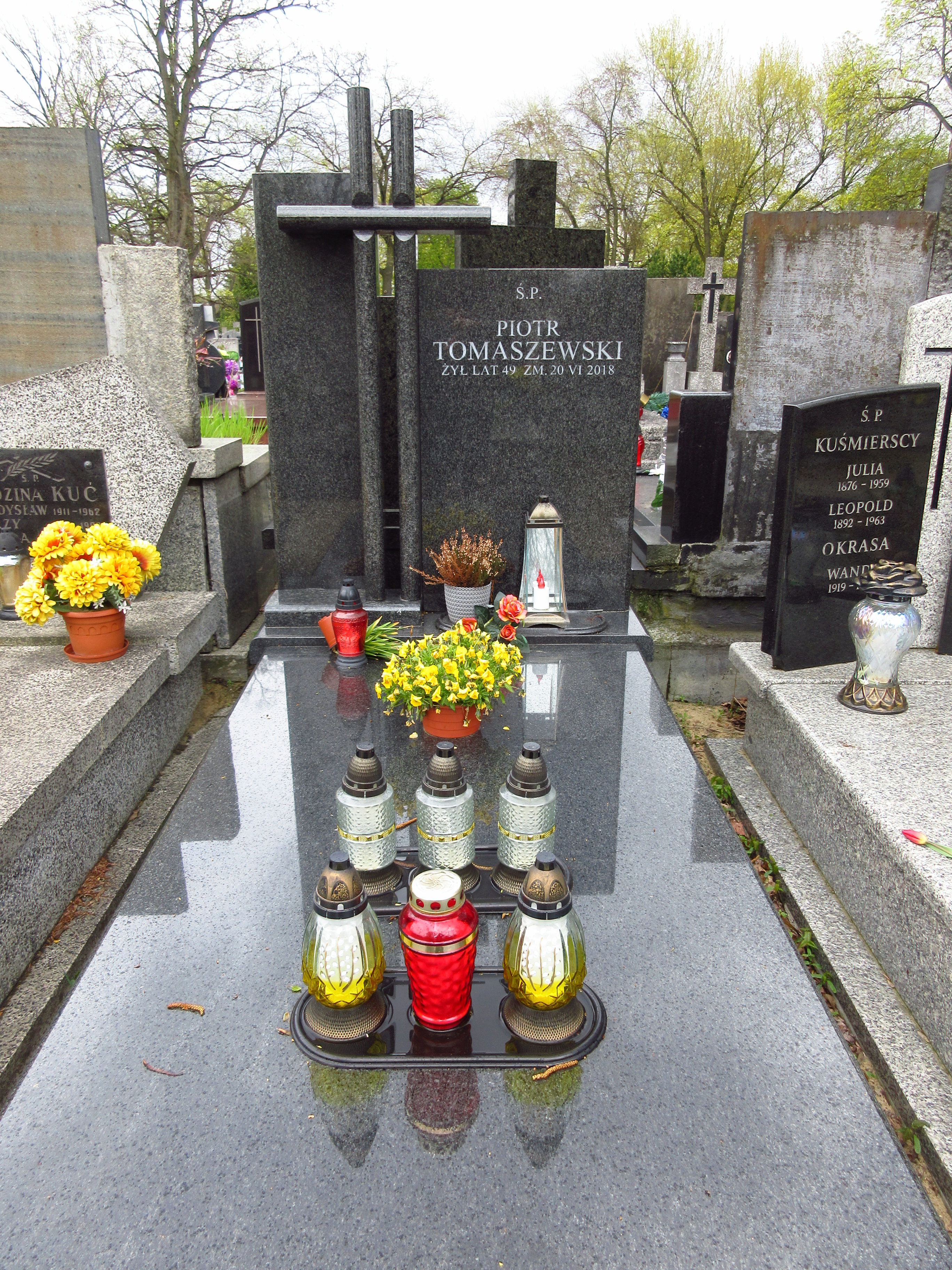
Grób Piotra Tomaszewskiego na cmentarzu Bródnowskim

Piotr Tomaszewski (ur. 31 grudnia 1968 w Brnie na Morawach, zm. 20 czerwca 2018 w Warszawie) – polski biochemik i farmakolog, doktor habilitowany nauk farmaceutycznych, nauczyciel akademicki Warszawskiego Uniwersytetu Medycznego, profesor nadzwyczajny Wyższej Szkoły Ekologii i Zarządzania w Warszawie, dziekan Wydziału Ekologii tej uczelni, specjalista w zakresie biochemii i chemii klinicznej.

## Życiorys
W 1993 ukończył studia na kierunku farmacja w Akademii Medycznej w Warszawie. Tam też na Wydziale Farmaceutycznym na podstawie napisanej pod kierunkiem Jana Pachecki rozprawy pt. Wzajemne relacje stężeń ciał ketonowych oraz kwasów żółciowych we krwi pacjentów z nowotworami wątroby uzyskał w 2006 stopień naukowy doktora nauk farmaceutycznych w dyscyplinie farmacja. W 2014 na Wydziale Farmaceutycznym z Oddziałem Medycyny Laboratoryjnej Śląskiego Uniwersytetu Medycznego w Katowicach uzyskał stopień doktora habilitowanego nauk farmaceutycznych specjalność biochemia
W 1992 (jeszcze przed uzyskaniem dyplomu) został nauczycielem akademickim Wydziału Farmaceutycznego (Katedra i Zakład Biochemii i Chemii Klinicznej) Akademii Medycznej w Warszawie oraz adiunktem Wydziału Farmaceutycznego z Oddziałem Medycyny Laboratoryjnej Warszawskiego Uniwersytetu Medycznego. Został profesorem nadzwyczajnym Wyższej Szkoły Ekologii i Zarządzania w Warszawie. W latach 2010–2016 pełnił funkcję dziekana Wydziału Ekologii tej uczelni. Objął stanowisko adiunkta w II Wydziale Lekarskim z Oddziałem Nauczania w Języku Angielskim oraz Oddziałem Fizjoterapii WUM w Zakładzie Biochemii.
Został sekretarzem Komitetu Terapii i Nauk o Leku Polskiej Akademii Nauk.
Był żonaty z Grażyną.
Zmarł 20 czerwca 2018. 2 lipca 2018 został pochowany na cmentarzu Bródnowskim w Warszawie (kwatera 50B-5-6).

## Członkostwo w towarzystwach naukowych i organizacjach zawodowych
- Polskie Towarzystwo Farmaceutyczne (od 1992)
- International Pharmaceutical Federation (od 2002)
- Japanese Society for the Study of Xenobiotics (od 2008)
- International Academy of Ecology and Life Protection Sciences (od 2013)
- European Society of Biochemical Engineering Sciences (od 2015)
- Krajowa Izba Diagnostów Laboratoryjnych
- Okręgowa Izba Aptekarska w Warszawie[1].